# US 8
US 8 (U.S. Route 8) — скоростная автомагистраль, проходящая по северо-западной части США, протяжённостью 452 километра. Проходит по территории штатов Миннесота, Висконсин и Мичиган.